# GH (이중음자)
Gh는 많은 언어가 쓰는 이중음자다. 

## 아일랜드어
/ɣ/(연구개화)와 /j/(경구개화)로 발음한다.

## 영어
- 묵음: weigh, thigh, night 등
- 무성 순치 마찰음(/f/): enough, rough, cough 등
- 유성 연구개 파열음(/ɡ/): ghost, ghastly, ghee 등

## 이탈리아어,루마니아어
/e, i/ 앞에서 유성 연구개 파열음(/ɡ/)으로 발음한다.

## 위구르어
라틴 문자 표기에서 유성 구개수 마찰음(/ʁ/)을 나타내는데 쓰인다.

## 베트남어
/e, ê, i/ 앞에서 유성 연구개 마찰음(/ɣ/)으로 발음한다.

## 같이 보기
- Ȝ